# Miguel Berry
Miguel Berry (Barcelona, 1997. szeptember 16. –) spanyol labdarúgó, az amerikai Los Angeles Galaxy csatárja.

## Pályafutása
Berry a spanyolországi Barcelona városában született. Az ifjúsági pályafutását az amerikai San Diego Surf akadémiájánál kezdte.
2020-ban mutatkozott be a Columbus Crew első osztályban szereplő felnőtt csapatában. A 2020-as szezon második felében és a 2021-es szezon első felében a San Diego Loyal-nál szerepelt kölcsönben. Először a 2021. május 13-ai, Toronto ellen 2–0-ra elvesztett mérkőzés 89. percében, Lucas Zelarayán cseréjeként lépett pályára. Első gólját 2021. július 10-én, a Cincinnati ellen 2–2-es döntetlennel zárult találkozón szerezte meg.
2022. július 20-án a DC United csapatához igazolt. 2022. július 24-én, a Montréal ellen 2–1-re elvesztett bajnokin debütált. 2024. január 16-án az Atlanta United csapatától igazolt a Los Angeles Galaxy klubjába, ahova 2+1 éves szerződést írt alá.

## Statisztikák
2022. október 2. szerint
| Klub                         | Szezon   | Osztály          | Bajnokság | Bajnokság | Kupa  | Kupa | Nemzetközi | Nemzetközi | Összesen | Összesen |
| Klub                         | Szezon   | Osztály          | Meccs     | Gól       | Meccs | Gól  | Meccs      | Gól        | Meccs    | Gól      |
| ---------------------------- | -------- | ---------------- | --------- | --------- | ----- | ---- | ---------- | ---------- | -------- | -------- |
| San Diego Loyal (kölcsönben) | 2020     | USL Championship | 7         | 3         | 0     | 0    | —          | —          | 7        | 3        |
| San Diego Loyal (kölcsönben) | 2021     | USL Championship | 7         | 3         | 0     | 0    | —          | —          | 7        | 3        |
| San Diego Loyal (kölcsönben) | Összesen | Összesen         | 14        | 6         | 0     | 0    | 0          | 0          | 14       | 6        |
| Columbus Crew                | 2021     | MLS              | 18        | 8         | 0     | 0    | 3          | 0          | 21       | 8        |
| Columbus Crew                | 2022     | MLS              | 16        | 2         | 1     | 0    | —          | —          | 17       | 2        |
| Columbus Crew                | Összesen | Összesen         | 34        | 10        | 1     | 0    | 3          | 0          | 38       | 10       |
| DC United                    | 2022     | MLS              | 14        | 0         | 0     | 0    | —          | —          | 14       | 0        |
| Összesen                     | Összesen | Összesen         | 62        | 16        | 1     | 0    | 3          | 0          | 66       | 16       |

## Fordítás
Ez a szócikk részben vagy egészben  a   Miguel Berry című angol Wikipédia-szócikk fordításán alapul.  Az eredeti cikk szerkesztőit annak laptörténete sorolja fel. Ez a jelzés csupán a megfogalmazás eredetét és a szerzői jogokat jelzi, nem szolgál a cikkben szereplő információk forrásmegjelöléseként.